# Starodieriewiankowskaja
Starodieriewiankowskaja (ros. Стародеревянковская) – stanica w Rosji, w Kraju Krasnodarskim, w rejonie kaniewskim. W 2010 liczyła 12 998 mieszkańców.